# Harrisonia perforata
Harrisonia perforata är en vinruteväxtart som först beskrevs av Francisco Manuel Blanco, och fick sitt nu gällande namn av Elmer Drew Merrill. Harrisonia perforata ingår i släktet Harrisonia och familjen vinruteväxter. Inga underarter finns listade i Catalogue of Life.